# 真白美生
真白 美生（ましろ みお、2000年9月6日 - ）は、日本の元AV女優。

## 略歴
福岡県出身。厳しい家庭で育ち、進学校に通いつつバレエを初めとして多数の習い事を行う。大学に入り上京。長らく親の監視下のもと勤勉に過ごしたため、上京後は自由を満喫。カラオケでオールした際に初体験。
デビューした理由は「お金が欲しかったから」と、自身のインスタグラムにて公言している。そして、事務所に応募。LIGHT所属となり、2021年4月にSODクリエイト・SOD starレーベルから専属女優としてデビュー。デビュー同年に企画単体女優になる。Twitterで自身の作品のレビューを見ていることを公言。レビューでの評価を受け、外見に関するケアや美容を行い始めた。
2021年11月5日、同月3日をもって事務所を退所。AV女優としての活動終了を発表。

## 人物
英語が堪能でTOEIC800点。媒体によっては帰国子女と紹介されることもある。在学する大学名は未公表であるが、「偏差値65」で「MARCH」のどこか、「文学部フランス語学科」であることを公表している。勉学と後述の性への偏差値の高さからデビュー作で「ハイスコアガール」と愛称を付けられた。
小学校6年の時バレエ仲間の上級生からオナニーを教えられ、トイレでこっそりすることにハマる。中学2年の時には電動歯ブラシでのプレイに夢中になる。性の芽生えはニコラのQ＆Aコーナー。
あそこが小さく、大学時代に先輩の彼氏に指を入れられた際には激痛。それでもセックスが行いたく懇願し、挑戦3度目に大泣きしながら初貫通を果たした。セックス好きになったのはその後女性の扱いのうまい別の先輩と交際してからで、さらにその後の交際相手がドSだったため、首絞め、スパンキング、おもちゃプレイなどで開発されていった。
もっとも興奮したシチュエーションはネットカフェで映画を観ながらした対面座位でのセックス。相手の周りを気にして焦る顔で興奮できたという。
芸名は苗字部分は何色にも染まれる女優になりたいという意味で自ら命名。下の名前は美しく生まれるとう意味でマネージャーとプロデューサーが決めたもの。
佐倉絆のファンを公言している。
ファンネームは真白厨房。自身のTwitterで突発的に決められた。

## 作品

### アダルトDVD
2021年
- 現役女子大生、時々、SODstar 真白美生AV DEBUT（4月13日、SODクリエイト）
- 午前中の講義が終わってすぐ現役女子大生が人生初イキ！真っ白な身体を震わせ5つの性感開発で何度も絶頂！ 真白美生（5月11日、SODクリエイト）
- 現役女子大生のうぶなカラダをおやじの舌が這いまわる全身ヨダレまみれ汗まみれ愛液まみれ性交 真白美生（6月24日、SODクリエイト）
- ミスコンの投票欲しさにエリート私立女子大生がプライベートでこっそりおじさん喰いっ！ 真白美生（7月13日、SODクリエイト）※配信のみ。
- 真夏の合宿で屈強なラグビー部員と相部屋に…汗臭い男たちの体液にまみれ1泊2日イカされ続けた新人女子マネージャー 真白美生（8月26日、SODクリエイト）
- 【VR】図書館で友人たちとの勉強中、バレないようにこっそり机の下で手コキ、パンツ見せ誘惑、本棚に隠れてフェラ!興奮してガマンできなくなったボクらはこの後めちゃくちゃSEXした。（9月9日、SODクリエイト）
- ダメな僕を励ましてくれる勉強もヌキテクももんのすごい従妹と12発もヤリまくった夏 真白美生（9月27日、SODクリエイト）
- 【VR】コリコリ乳首責めされ、ねっとりと舐められながら動かずに感じイキまくる ちくびclub 真白美生（10月2日、KMPVR-彩-）
- 【完全主観】究極のコスプレいちゃいちゃメロメロ体験！激カワ彼女に甘い淫語と卑猥なリップ音フェラで責められ我慢wラブイチャSEX 真白美生（10月15日、ABC/妄想族）
- 監禁お漏らし教室 真白美生（10月16日、ドグマ）
- リモート中の暇な現役女子大生と出会ったその日に1日中ホテルでヤリまくる初めてのナマ中出し 真白美生（10月22日、本中）
- 横浜ナンバー1M性感～ドM男に乳首責めスパイダー騎乗で焦らしまくり射精管理～ 真白美生（10月23日、SEX Agent/妄想族）
- 色白で華奢な連れ子の柔らかな恥丘を母親に隠れて弄り回す肉割れ目好きな男達の欲望 真白美生（12月9日、ヒビノ）
- 真白美生 濡れてテカってピッタリ密着 神スク水 可愛い女子のスクール水着姿をじっとりと堪能!着替え盗撮から始まり貧乳から巨乳にパイパン、ハミ毛、ジョリワキ等のフェチ接写やローションソーププレイやスク水ぶっかけ等を完全着衣で楽しむAV（12月9日、親父の個撮）

2022年
- ＃病み垢さんと（ぬぷぬぷっと）繋がりたい ＃承認欲求 ＃愛されたい＃依存したい ＃メンヘラ女子→ ＃性的欲求 ＃ハメたい ＃中出ししたい ＃オナホール女子（1月4日、こぐま/妄想族）※かまぼこちゃん名義